# Dimitri Oberlin
Dimitri Oberlin, né le 27 septembre 1997 à Yaoundé, est un footballeur international suisse évoluant au poste d'avant-centre à Sepsi Sfântu Gheorghe.

## Biographie

### En club

#### Jeunesse
Dimitri Oberlin est natif du Cameroun. Avec son frère, il quitte le Cameroun à l'âge de 9 ans pour rejoindre sa mère et son beau-père à Moudon. Il commence le football dans le club local, le FC Étoile-Broye. Talentueux, il est rapidement surclassé. Lors de la saison 2008-2009, il joue avec l'équipe des juniors C inter du FC Thierrens qui a un mouvement junior commun avec le FC Étoile-Broye. La catégorie des juniors C inter est réservée aux adolescents de 13 et 14 ans alors que Dimitri Oberlin n'a que 11 ans. L'équipe gagne le championnat dans le groupe Vaud-Neuchâtel-Fribourg et Dimitri Oberlin est sacré meilleur buteur. En outre, un joueur de la première équipe du FC Thierrens est également l'entraîneur-assistant des M14 du Team Vaud.
À 12 ans, il intègre ainsi le Team Vaud, l'académie du FC Lausanne-Sport. Il gagne le titre de champion de Suisse des M14 avec Lausanne-Sport en 2011. Il quitte ensuite la Suisse romande pour rejoindre la Suisse alémanique et le FC Zurich où il effectue ses deux dernières années d'école en allemand. À Zurich, il rencontre Adelson Cabral, ayant comme lui débuté au FC Étoile-Broye et habité Moudon.

#### Carrière professionnelle
Le 18 mai 2014, Dimitri Oberlin effectue ses premières minutes en Super League à l'âge de 16 ans lors du match FC Zurich - FC Aarau. Il entre à la 90e minute en remplacement de Pedro Henrique.
Le 29 juillet 2015, il fait ses débuts en Ligue des champions avec le Red Bull Salzburg face au Malmö FF. Il joue 63 minutes durant ce match.
Le 27 septembre 2017, le jour de son vingtième anniversaire, le grand public le découvre lors de la victoire 5-0 du FC Bâle face au Benfica Lisbonne lors de la 2e journée de la Ligue des champions. Sous les yeux du sélectionneur national Vladimir Petković, Dimitri Oberlin réussit un match exceptionnel en marquant 2 buts, délivrant une passe décisive et provoquant un penalty. Son premier but fait suite à une action d'anthologie. Lors d'un corner en faveur du Benfica Lisbonne, Dimitri Oberlin dégage le ballon dans les pieds de son coéquipier Renato Steffen. Dimitri Oberlin traverse le terrain en sprint pour offrir une solution à son coéquipier et marquer. Son sprint est mesuré à 36km/h. En outre, ce but est aussi le premier de sa carrière en Ligue des champions.
Dimitri Oberlin marque 4 buts lors du premier tour de la ligue des champions. Ses excellentes performances sont reconnues par l'UEFA qui le nomme dans l'équipe type des révélations de l'année en Ligue des champions.
En 2019, Dimitri Oberlin est prêté au Empoli FC.
Le 16 janvier 2021, libre de tout contrat, il s'engage pour six mois avec l'équipe réserve du Bayern Munich, qui évolue alors en troisième division allemande. Non conservé par la réserve munichoise, reléguée en Regionalliga au terme de la saison terme de la saison, Oberlin s’engage en juillet 2021 avec le Servette FC.
Le 31 août 2022, il est prêté au FC Thoune. Son prêt se termine le 30 juin 2023.
Le 2 septembre 2023, il s'engage avec Adanaspor, club de deuxième division turque.

### En équipe nationale
Avec les moins de 17 ans, il participe au championnat d'Europe des moins de 17 ans en 2014. Lors de cette compétition, il inscrit un but contre l'Écosse.
Grâce à ses bonnes performances en ligue des champions et aux forfaits des deux attaquants habituels de la Nati Eren Derdiyok et Admir Mehmedi, Dimitri Oberlin est convoqué en équipe de Suisse pour le match amical du 23 mars face à la Grèce. A la 73e minute, il remplace Breel Embolo et fête ainsi sa première sélection avec l'équipe de Suisse. Toutefois, il ne sera pas retenu pour le Coupe du monde en Russie. 
Le 25 septembre 2018, il est convoqué avec l'équipe nationale du Cameroun, bien qu'il ne possède plus la nationalité camerounaise selon son beau-père. Le même jour, il est également convoqué avec l'équipe de Suisse espoirs pour le match du 16 octobre face au Pays de Galles.

## Palmarès
- Red Bull Salzbourg
  - Champion d'Autriche en 2016 et 2017
  - Vainqueur de la Coupe d'Autriche en 2016 (en) et 2017 (en)